# Медуница
 Тази статия е за вида растения.  За рода вижте Медуница (род).  
Медуница (Pulmonaria officinalis), позната още като Меча пита е многогодишно тревисто растение, срещащо се из цяла България, основно в храсталаци и влажни места в широколистните гори до 1700 метра надморска височина.
Високо е до 30 см с ръбесто и покрито с власинки стебло и разклонено коренище.
Листата са окосмени, отгоре зелени, с характерни белезникави петна, а отдолу бледозелени, без петна.
Цветовете са събрани на върха на стеблото, отначало червени, впоследствие виолетовосини, а в края тъмносини, с петделно венче 5 тичинки и двугнезден плодник.
Промяната в обагрянето на цветовете се дължи на промени в химическия състав на клетъчния сок.

## Лечебно действие
Действа омекчително, леко затягащо, кръвотворно. В българската народна медицина се използва при възпаление на гърлото, туберкулоза, храчкоотделящо, при бронхит и задух.
За лечение се използват приосновните листа или наземната част на растението, събирани през време на цъфтежа (април-май). Изсушените растения са със зелен цвят и без миризма.